# 김나경 (만화가)
김나경(1975년 3월 2일 ~ )은 대한민국의 만화가이다.

## 생애
여덟 살에 한 해 동안 교수인 아버지를 따라 미국 남부에 살았다. 고등학교 시절, 순정만화나 명랑만화를 따라 그리며 만화가의 꿈을 길렀다. 서강대학교 생물학과에 진학하여 학창 시절 만화 다음으로 좋아한 생물학을 전공하였으나 수업을 열심히 듣지는 않았으며, 이빈 등이 몸담았던 교외의 아마추어 만화 동호회 ‘결’에 가입하였다. 결의 회지에 실은 첫 작품 〈빨강머리 앤〉이 만화 잡지 《윙크》의 편집장에게 눈에 띄면서 대학교 4학년 재학 중에 데뷔하게 되었다. 학창 시절의 그림체는 순정만화체였지만, 《닥터 슬럼프》를 인상 깊게 보고 어머니의 동화 구연 수업에 쓸 삽화를 종종 그려 주면서 명랑만화체가 자리잡았다.
1996년부터 1999년까지 《윙크》에 정식 등단작인 〈빨강머리 앤〉을 연재하였고, 1998년 11월부터 2002년까지 같은 회사의 《밍크》에 〈토리의 비밀일기〉를 연재하였다. 〈빨강머리 앤〉은 루시 몽고메리의 《빨간 머리 앤》에서 제목과 주인공을 따 왔지만, 주인공은 대한민국의 현실 여고생이다. 작가 자신의 경험을 토대로 그린 〈토리의 비밀일기〉는 대학 교수인 아버지를 따라 미국에 이사 간 세 자매 도우리, 도토리, 도로리의 이야기로, 나중에 컬러화해서 〈토리의 유학일기〉라는 제목으로도 발행되었다. 후속작인 〈토리 고고〉는 대한민국에 귀국한 뒤 벌어지는 초등학교에서의 이야기로, 2002년부터 《밍크》에 연재되었고, 2006년에 KBS에서 애니메이션으로도 방영되었다.
〈빨강머리 앤〉의 완결 직후 같은 잡지에 〈사각사각〉을 연재하였다. 갑(甲)에 해당하는 만화 담당 꽃다발 기자가 온갖 수단으로 을(乙)에 해당하는 만화가 제리를 닦달하여 원고를 받아내는 이 이야기는 만화가와 만화 담당 기자의 비참한 삶을 적나라하면서도 코믹하게 묘사한 점이 인기를 끌었다. 2000년부터 2001년까지 만화 웹진 《코믹스투데이》에 〈호박같은 계집애〉를 연재하였으나 웹사이트가 폐쇄되면서 완결 직전에 연재를 중단하였고, 나머지 부분을 갖추어 2003년에 한국문화콘텐츠진흥원의 지원으로 출간하였다. 1.5등신의 과일, 채소 캐릭터들의 일상을 6컷 만화에 담아 청소년의 일상을 표현해냈으며, 각각의 만화는 옴니버스 구성이지만 서로 연결된다는 점이 독특하다.
2002년 창간된 서울문화사의 《슈가》에는 〈하마가〉와 〈5월의 개〉를 연재하였고, 2008년 창간된 절대교감의 만화 잡지 《그루》에는 콩트를 연재하였다. 《어린이 과학동아》에 2011년부터 《엄마 어렸을 적에》를 연재하였고, 2014년에는 《솔이의 신나는 과학교실》을 연재하였으며 2016년에는 단편 《SOS! 솔이의 안전교실》을 연재, 2016년 후반, 《이상한 과학나라의 솔이》를 연재하여 2018년 연재를 종료하였다. 또한《돌아온 솔이의 과학추리반》을 연재하여 2021년 연재를 종료했다. 현재 《솔이와 옥희의 잃어버린 몸을 찾아서》를 연재하고 있다.

## 주요 작품
- 빨강머리 앤
- 토리의 비밀일기
- 토리의 유학일기
- 사각사각
- 토리 고고
- 어린이 과학동아 연재작
  - 엄마 어렸을 적에
  - 솔이의 신나는 과학교실
  - SOS! 솔이의 안전교실
  - 이상한 과학나라의 솔이
  - 돌아온 솔이의 과학추리반
  - 솔이와 옥희의 잃어버린 몸을 찾아서

## 토리의 비밀일기
토리의 일상을 담은 만화이다.

## 토리의 유학일기
토리의 유학을 담은 만화이다.

## 사각사각
김나경과 편집장의 일상이다.

## 블로그 연재작

### 솔이의 신나는 역사교실
5.18민주화운동등 현대 역사를 솔이와 알아보는 만화이다. 알 수 없는 이유로 블로그에서 삭제되었다.

### 보바쏭
보바의 일상을 담은 블로그 만화이다.
- 연재목록

- 무의식의 실체
- 길 알려주는 여자
- 인연맹

## 어린이 과학동아 연재작

### 엄마 어렸을 적에
엄마인 고소미가 오솔이와 오재미에게 자신의 옛날이야기를 들려주는 만화이다.
- 연재목록

- 1.연탄구멍 맞추기!

### 솔이의 신나는 과학교실
솔이가 한 초등학교에 전학와 박사월, 우보아, 초정밀, 나영특, 섭섭박사를 만난다.

### SOS!솔이의 안전교실
솔이가 안녕계라는 세상과 저세상의 중간에 위치한 곳을 4번 왔다 갔다 하는 스토리이다.
- 연재목록
- 1.자나깨나 불조심!
- 2.5분 빨리가려다 50년 빨리간다?
- 3.얼음물에 빠져도 정신만 차리면 산다?
- 4.실험실에서도 안전, 또 안전!

### 이상한 과학나라의 솔이
솔이가 일상과학학교로 전학와 도옥희를 만나고 친구가 되는 스토리의 만화이다.
- 연재목록

- 1.수상한 네잎 클로버
- 2.덜덜,다리떨면 복나간다?
- 3.나쁜일 물리치는 소금?
- 4.쥐가날땐 침을 발라라?
- 5.전자파는 만병의 근원?
- 6.감기의 원인은 추위?
- 7.토끼와 쥐는 친척?
- 8.돼지꿈은 행운의 상징?
- 9.신발을 선물하면 도망간다?
- 10.혈액형으로 성격을 알 수 있다?
- 11.남자는 논리적,여자는 감성적?
- 12.고양이는 저주를 내린다?
- 13.키크는데 콩나물이 최고?
- 14.까치가 울면 반가운 손님이 온다?
- 15.밤에 먹는 사과는 독?
- 16.한밤중에는 손톱을 깎지 말라?
- 17.어두운데 있으면 음침해진다?
- 18.산성비 맞으면 머리빠진다?
- 19.선풍기 틀고 자면 죽는다?
- 20.가위에 눌리는 것은 귀신때문?
- 21.도깨비불의 정체는?
- 22.밤에 휘파람 불면 뱀나온다?
- 23.빨간색으로 이름쓰면 죽는다?
- 24.흰 우유 마시면 얼굴이 하얘진다?
- 25.벌에 쏘이면 된장을 발라라?
- 26.고양이는 주인을 못알아본다?
- 27.개와 고양이는 타고난 앙숙?
- 28.귀가 간지러우면 누가 내 욕을 한다?
- 29.놀라면 딸꾹질이 멈춘다?
- 30.땅에 떨어진 음식,5초 안에 먹으면 괜찮다?
- 31.머리가 크면 똑똑하다?
- 32.노래를 잘하려면 날계란을 먹어라?
- 33.한숨쉬면 복나간다?
- 34.미역국 먹으면 시험에서 떨어진다?
- 35.눈이 오면 더 따뜻하다?
- 36.토끼발이 행운을 가져다 준다?
- 37.재채기를 하면 영혼이 빠져 나간다?
- 38.13일의 금요일은 운수 나쁜날?
- 39.나비 만지면 눈이 먼다?
- 40.인간은 두뇌의 10%만 사용한다?
- 41.엿을 먹어야 시험에 합격한다?
- 42.고양이는 아기 울음소리를 흉내낸다?
- 43.하루살이는 하루만 산다?
- 44.엄마손은 약손?
- 45.봉숭아물 들이면 수술 못받는다?
- 46.이열치열, 열은 열로 이긴다?
- 47.머리 때리면 머리 나빠진다?
- 48.목에 가시가 걸리면 밥을 삼켜라?
- 49.콜라를 마시면 이가 녹는다?
- 50.신발끈이 풀리면 누군가가 내 생각을 하는 것?
- 51.양을 세면 잠이 올까?
- 52.고양이털은 폐에 쌓인다?
- 53.숫자 4는 불길하다?
- 54.왜 미신을 믿을까?

### 돌아온 솔이의 과학추리반
- 1.오솔이, 전학가다!
- 2.시그널 보내~
- 3.과학추리반의 첫 활약
- 4.기린이의 반지를 찾아라!
- 5.젖은 종이 사건을 해결하라!
- 6.발명반 비행기의 비밀
- 7.솔이를 미워하는 사람들
- 8.미상
- 9.쪽지비행기맨의 정체
- 10.쪽지비행기맨의 정체, 밝혀지다!
- 11.똥을 찾아라!
- 12.기린이의 반지를 찾아라!
- 13.염소반과 꼬꼬닭반의 싸움
- 14.네모, 반달, 그리고 미음이
- 15.노랑 털모자를 찾아라!
- 16.덜컥덜컥! 솔이의 방학계획
- 17.사월이 VS 단디, 솔이의 절친은 누구?
- 18.도시락의 등장
- 19.은동이, 검동이가 되다!
- 20.다시 돌아온 대팔이와 빈이
- 21.젖은 노트를 찾아라!
- 22.송송이와 기쁨이의 편지
- 23.새로운 과학추리반장의 등장
- 24.도시윤의 과학추리반
- 25.도시락의 꿍꿍이를 파헤쳐라!
- 26.편지가 바뀌었다고?!

### 솔이와 옥희의 잃어버린 몸을 찾아서
- 1. 옥희, 몸을 잃어버리다!

## 수상
- 2000년: 좋은 만화상 - 〈토리의 비밀일기〉
- 2002년: 기독만화상 - 《24가지 동화로 배우는 하나님 말씀》

## 사건사고
2012년 5월부터 12월까지 웹진 《오늘의 웹툰》에 〈보바쏭〉을 연재하였는데, 원고료를 광고 수익으로 받기로 계약하였으나 실제로 광고 수익이 들어오지 않아 돈을 받지 못하고 연재를 종료하였다. 이것이 사실상의 불공정 계약이었음이 지적되면서 논란이 되었다.
2016년에는 부천만화박물관 여자화장실에 그렸던 벽화가 관음증을 연상시킴으로써 범죄를 희화화한다는 비판이 일어, 벽화를 철거하고 반성한다는 뜻을 밝혔다.